# ناصرالدین‌شاه قاجار پنجاه سال سلطنت
ناصرالدین‌شاه، پنجاه سال سلطنت ، کتابی است با موضوع بررسی برخی مقاطع مهم زندگی ناصرالدین‌شاه قاجار در پنجاه سال ابتدایی عمر این پادشاه. این کتاب نوشتهٔ بهزاد کریمی است و در سال ۱۳۹۲ از سوی بنگاه ترجمه و نشر کتاب پارسه منتشر شده است. 
نویسنده در این کتاب تصویری متفاوت از ناصرالدین‌شاه ارائه کرده است. ناصرالدین‌شاه تصویر شده در کتاب شخصیتی است مصلح، هنرمند، زبان‌دان و ضد انگلیس و روس. 

## فصل‌بندی کتاب
«از کهن میر تا تهران»، «شاه و امیر»، «توطئه داخلی، کشاکش خارجی» و «از رؤیای دولت منتظم تا واقعیت جناب آقا» عناوین بخش‌های چهارگانه کتاب را تشکیل می‌دهند. فصل نخست کتاب ماجرای تولد ناصرالدین شاه را در روستای کهن میر در نزدیکی تبریز و دوران نوجوانی او را دربرمی‌گیرد و با به تخت نشستن او در تهران به پایان می‌رسد.
نویسنده در فصل بعدی، به موضوع‌هایی همچون، استقرار در دارالخلافه، شورش سالار، سرکوب بابی‌ها، رابطه ناصرالدین شاه و صدراعظمش، امیرکبیر و چگونگی برهم خوردن این رابطه می‌پردازد.
«میرزا آقاخان»، «ترور و قساوت»، «ملک‌آرا»، «تحت‌الحمایگی دردسرآفرین»، «در آرزوی هرات»، «آرزوی بر باد رفته»، «جیران پرشور، نوری عاقل» و «نوری و صدارت با هم می‌روند» عناوین اصلی فصل سوم کتاب را تشکیل می‌دهند. نویسنده در این فصل با استناد به منابع موثق به واکاوی حوادث بعد از قتل امیرکبیر و دوران صدارت میرزا آقاخان نوری و اقدامات او می‌پردازد.
«از رؤیای دولت منتظم تا واقعیت جناب آقا» عنوان آخرین فصل کتاب است. در این فصل زمینه، علل و دلایل تأسیس شش وزارتخانه جدید به فرمان شاه از لابه‌لای منابع تاریخی بیرون کشیده می‌شود و مورد بررسی قرار می‌گیرد. سپس به سفرهای خارجی ناصرالدین شاه، رویدادها و اقدامات میرزا حسین خان سپهسالار، صدراعظم ناصرالدین شاه در دوران صدارتش می‌پردازد. «نهادها و اندیشه‌های نوین»، «قحطی اول»، «از سپهسالار تا سپهسالار»، «اندرز نامه‌نویسی»، «قحطی دوم»، «سپهسالاری دیگر»، «راه‌آهن، منشأ ترقی»، «تفحص اوضاع دنیا»، «صدراعظم ماند و چادرش» و «فراز و فرودی دوباره» عناوین این فصل از کتاب را تشکیل می‌دهند.
متن عهدنامه پاریس، دستورالعمل نظم امور دولتی و مملکتی و امتیازنامه رویتر ضمایمی است که در پایان کتاب آورده شده‌است.